# 鉄の三角地帯の戦い
鉄の三角地帯の戦いは、 1974 年 5 月 16 日から 11 月 20 日にかけて行われ、ベトナム人民軍(PAVN)第 9 師団がRach BapとAn Dienを捕獲した。ベトナム共和国陸軍(ARVN) は、費用のかかる一連の反撃で失われた町を取り戻しました。 

## バックグラウンド
鉄の三角地帯は、北はジャングルとロングエン秘密地帯の生い茂ったゴム農園、西はサイゴン川、東は小さいが通行できない障害物のあるティティン川で囲まれた重要な戦略拠点であった。ビン・ズオン省の省都フー・クオンは重要な工業と農業の中心地で、ベトナム共和国陸軍(ARVN)工兵学校もあった。ARVNフーロイ基地やビエンホア基地と主要幹線道路で結ばれている。サイゴン川回廊の中心に位置し、高速道路13号線と1号線の分岐点にあり、サイゴン郊外からわずか16kmのところにあるフークオンは、サイゴン防衛に不可欠であった。
アイアン トライアングル内の地形は平らで、ほとんど特徴がなく、密集した低木と下草に覆われていました。特に北部の空き地は、人間の頭よりも高い象の草で覆われていました。表面は無数の爆弾と砲弾のクレーターによって傷ついたので、狭くて荒れた未舗装の道路からの車両の移動はほとんど不可能でした。追跡された車両でさえ困難だった。トンネルと塹壕の広大なネットワークがあり、そのほとんどが陥没して放棄されており、第一次インドシナ戦争以来の戦闘の舞台となったこの地面を結び付けていた。 
ベトナム共和国(ARVN)の3つの前哨基地は、三角地帯の北端を守るように、西のラックバップ( 11°07′43″N 106°30′58″E / 11.1287°N 106. 516°E)から、ベンカトの反対側のティティン川のアンディエン( 11°08′53″N 106°35′10″E / 11.148°N 106.586°E)まで、三角地帯の北端を守っていました。Rach BapとAn Dienの中間にある82拠点（11°07′59″N 106°32′38″E / 11.133°N 106.544°E）を含むこれらの拠点には、第321地域軍（RF）大隊の中隊が配属されていた。Rach Bapの前哨基地のそばには、サイゴン川とほぼ平行にTri TamからRach Bapを通り、Triangleを通って南東に曲がり、Thi Thinh川を渡ってPhu Cườngの北でハイウェイ13に合流するローカルルート14が通っていた。PAVNは数週間前にThi Thinh川にかかる国道14号線の橋を爆破したが、この川はポンツーンで渡れるようになっていた。Rach Bapと国道14号のThi Thinh交差点の中間地点に、ARVNはもう1つ小さな火力基地を有していた。
ベトナム共和国陸軍(ARVN) 第 25 師団と Hậu Nghl_129 Province RF は、Củ Chi の北側で頻繁に掃討を行い、半固定防御陣地を構築して三角地帯の西側を遮蔽していたが、 Rach Bap 反対側の Ho Bo Woods における PAVN 抵抗とサイゴン川の障害、そして資源不足により 25 師団の三角地帯の状況への影響力は限定的であった。ARVN は三角地帯の Thi Thinh 境界の東にある Bến Cát 地区に歩兵、装甲、相互支援射撃基地と前哨基地を持っていたが、地区町と三角地帯の集落 An Dien を結ぶ橋は弱いもの一本だけであった。

## 戦い

### ベトナム共和国陸軍の攻撃
5月16日、PAVN第9師団は、Rach Bap、82基地、An Dienに重砲、ロケット弾、迫撃砲を集中的に撃ち込んで、攻撃を開始した。Base82のRF中隊は、その日の午後遅く、砲撃の重みで崩壊した多くの壕を放棄した。Rach Bapは5月17日の3時頃まで持ちこたえ、生き残った防衛隊員はAn Dienの方向に撤退した。16日にAn Dienで激しい戦闘があったが、5月17日の夜までにPAVN軍は平坦になった村とその防御を維持した。しかし、RF大隊の残党はThi Thinh橋の西端を浅く塞いでおり、Bến Cátの東端はARVN軍が確保していた。PAVNはAn Dien周辺を掘り進んだが、橋のRF陣地を崩すことはできなかった。第9師団の2個歩兵連隊は、約10台のT-54とPT-76戦車とともに、散開した第321RF大隊に対して投入された。第2連隊はRach Bapを制圧し、国道14号線に沿って三角地帯に南下して攻撃を続け、95C連隊は82基地とAn Dienを攻撃した。第271連隊は予備に回された。 101 

### アンディエンでの最初のARVN反撃
Ben Cat の ARVN は、RF の橋頭堡が浅くて大規模な部隊の横断を保護できないため、An Dien で直ちに PAVN に反撃することができなかったが、III 軍団長の Phạm Quốc Thuần 中将は Bến Cát の補強を迅速に開始した。タスクフォース 318 は 16 日午後に Bến Cát に到着し、17 日に橋を保持する RF の補強と橋頭堡西側の PAVN の阻止拠点への進攻を開始し た。ARVN橋頭堡の弱点とアンディエンの敵陣地の強さ（対戦車砲と戦車を含む）は、この時点で318部隊のいかなる兵員もアンディエン橋を渡ることは現実的でなかった。
一方、第322任務部隊はTây Ninh省からPhú Cườngに移動し、Rach Rapから南下するPAVN第2連隊に対抗するため、ルート14に沿ってトライアングルへの攻撃準備を命じられた。5月17日、ベトナム空軍（RVNAF）の空撮により82基地内にT-54戦車2両が発見され、翌日RVNAF戦闘機が破壊、さらにアンディエン基地内にも4両が発見された。不当とまでは言わないまでも、RF中隊の早急な撤退に対する第三軍本部の最初の反応は、PAVN部隊の規模と構成が明らかになると、いくぶん和らいだ(101)。 
トゥアン将軍は、敵の規模、構成、位置に関する正確な情報を持っていたにもかかわらず、PAVN 第 9 師団の An Dien 守備の強さと粘り強さを大幅に見くびっていたのである。彼の最初の計画は、5月22日頃までに失われた3つの基地をほぼ同時に奪還するというものであったが、現実的でないことが判明した。アンディエン橋頭堡を強化するためにティティン川を渡って投入された少数のARVN歩兵と工兵を除いて、ARVNの主要部隊が最初に三角地帯に移動したのは、フークオンの北のルート14で横断した第18師団歩兵43連隊の1個大隊であった。まもなく連隊の残りが増援に入り、この部隊は第322機甲機動部隊に続いてRach Bapと82基地を攻撃することになった。一方、第318任務部隊はAn Dien橋を渡り、An Dienを通過し、82基地に向かう。Lai Khêから南に攻撃しているレンジャー3個大隊は、北から82基地を攻撃することになった。どれも計画通りにはいかなかった。第43歩兵は北に4、5km進んだところで足止めを食らった。そして、第322任務部隊の追跡車両は、鬱蒼とした藪とクレーターのある地形で非常に遅々として進まなかった。トゥアン将軍は、この機甲部隊が泥沼化し、背後の橋が爆破されることを懸念し、撤退を命じた。一方、彼はAn Dien橋がPAVN砲（AT-3ミサイルを含む）により著しく弱体化し、318任務部隊の戦車を支えられないことを発見した。PAVNの監視と散発的な激しい迫撃砲と砲撃の下で、ARVN戦闘工兵は橋の修復を試みた。死傷者が続出し、作業は非常に遅々として進まなかった。同じ頃、3個大隊を擁する第7レンジャー部隊がLai Khêから南西に移動し、Thi Thinh川を渡って82基地に進攻した。レンジャーは鬱蒼としたジャングルとゴム農園でPAVN第9師団に阻まれ、目的地まであと一歩のところで攻撃を断念した。 
ARVN は前進が非常に困難な中、An Dien を激しい砲撃で攻撃していた。北ベトナムは ARVN の砲台と膠着したレンジャーと歩兵隊に対応し、Bến Cát の南にある RF 司令部に土木工を送り込み、105mm 榴弾砲を破壊し、小さな守備隊のほとんどを追い払った。一方RVNAFは、豊富なPAVN対空砲とSA-7によりRVNAF航空機を高高度に移動させられたため、限られた支援しかできなかった。月24日、第25師団の装甲騎兵部隊がGò Dầu Hạから東のBoi Loi Woodsに向かって陽動攻撃を行い、第9師団が予備役の第271連隊を第318任務部隊または第322任務部隊に投入するのを阻止しようと試みた。25日までに装甲騎兵隊は抵抗なくスオイカウを通過し、サイゴン川西岸をフーホア地区から北上する第25師団第50歩兵2大隊による別の支援作戦が始まった。
5月25日、トゥアン将軍は第18師団長レーミン・ダオ（Lê Minh Đảo）准将、第3機甲旅団長チャンクアン・コイ（Trần Quang Khôi）准将と会い、翌朝の攻撃について調整することにした。その時、第43連隊はアンディエンの南約7kmで北上しようとしており、第3機甲旅団は騎兵中隊とレンジャー大隊をアンディエン橋の向こうに送る準備を進めていた。PAVNの激しい迫撃砲と砲撃によりAn Dienの橋は弱体化し、騎兵隊はレンジャーを追うことができなかったが、日没までに第64レンジャー大隊はAn Dien村の東端に壕を構えることになった。第43連隊は再び北への攻撃を再開するよう命じられ、Lai Kheから降りてきた第7遊撃隊は5月27日に夜間攻撃で82基地を奪取するよう命じられた。進展がないため、トゥアン将軍は5月28日、新たなアプローチを試みることにした。まず、作戦をダオ軍に引き継ぎ、フージャオ郡から第52連隊を移動させるように指示し、まだ82基地の北にいる第7遊撃隊の作戦指揮を任せ、ダオの第18師団に第3機甲旅団の増援部隊を所属させるように指示した。Phú Giáo戦線の第52連隊の救援とBến Cátへの移動に2日かかるため、新しい作戦は5月30日に予定された。救援と移動の遅れのため、ダオ将軍は6月1日に日程を変更した。 
レンジャーはBến Cátの向かいの浅い橋頭堡をまだ保持しており、第43連隊はAn Dienの南に潜むPAVN第272連隊への攻撃で遅々として進まなかった。ダオ将軍は6月1日、52連隊第2大隊をBến Cátの南にある突撃橋でThi Thinh川を渡らせた。渡ってから北上し、An DienのPAVN 95C連隊の守備を攻撃した。一方、第18師団の偵察中隊と歩兵中隊はAn Dien橋を渡り、村に向かって進撃した。第52連隊長は第1大隊を第2連隊の後方に配置したため、双方とも死傷者が多く出た。PAVNはその夜、歩兵と少なくとも10台の戦車でARVN歩兵を襲撃し、これに応えた。第52連隊の2個大隊はその位置を維持し、翌日の午後に第3大隊が増援した。一方、ARVN工兵はAn Dien橋の先の道路を整地していた。PAVNの監視と砲撃を避けるため夜間にフラッシュライトで作業し、進路から38個の対戦車地雷を除去した
死傷者が出て弱体化した第52歩兵は6月2日と3日にほとんど前進せず、第43連隊はPAVN第272連隊に阻まれたままであった。ダオは第48歩兵にBến Cátの南でThi Thinhを渡り、第52歩兵を通過してAn Dienを占領するよう命じた。PAVN砲がARVN陣地を攻撃し続ける中、6月2日夜、第48歩兵の2個大隊がIron Triangleに侵入し、6月3日にAn Dienでの戦闘が特に激しくなり、PAVNはARVN歩兵に対して戦車を使用するようになった。軽対戦車兵器を装備した ARVN 歩兵は最終日に少なくとも 4 両の戦車を撃破した。6月4日、ARVN第18師団はついにアンディエンに進入し、5日には95C連隊の最後の陣地を制圧した（その後271連隊の部隊により増援された）。日朝、第48師団2個大隊と第52師団2個大隊は反撃に備えてAn Dienを保持していた。レンジャー1個大隊は破壊された村の北の阻止位置におり、もう1個大隊はAn Dien橋を確保した。第43連隊は第272連隊のAn Dienの南側の防御により、まだ足止めされていた。第7レンジャー部隊は北から82基地に進撃することができず、アンディエン周辺の陣地を突破するには新たなARVNの大規模な攻撃が必要であった。 
アンディエンで捕虜になったPAVN兵士は、95C連隊の第7、第8、第9の3大隊の惨状を語っている。第9大隊の生存者14名は、6月5日に最後の強襲拠点が陥落したときに捕虜となった。彼らは、5月16日から6月4日までの第8、第9大隊の死傷者は65％、第7大隊の中隊は1人しか残っておらず、第8大隊の中隊は全滅、第9大隊は2個中隊を完全に失ったと言った。これらの証言は、戦場に残された多数の遺体や、捕獲された武器や装備の量によって確認された。ARVNの損失は大きく、100人以上のARVN兵士が殺された。 
予想されたPAVNの反撃は6月5、6日の夜、第271連隊の2個大隊が2方向から最大14台の戦車で支援されながら攻撃してきた。ARVNはこれを阻止し、歩兵は戦車5台を撃破し、5台を損傷させた。鉄の三角形作戦の第二段階はAn Dienの奪還で終わり、Thuần将軍は82基地とRach Bapに向かって再び攻撃を開始することを心待ちにしていた。An Dien橋はまもなく318任務部隊の戦車を運べる状態になり、装甲兵員輸送車1個中隊がすでにAn Dienに渡っていたが、橋からAn Dienへの狭い道路をノックアウトされたT-54戦車が塞いでいた。両側の湿地帯が戦車を迂回させることを阻み、戦車を解体して道路から吹き飛ばす必要があった。第18師団の歩兵がアンディエンの周囲を守っている間、ARVNの工兵はこの作業に奮闘した。 

### ベース82
基地を奪還する最初の試みは1974年6月7日に始まり、第318任務部隊はついに戦車をティティン川を渡ってアンディエンの第18師団の陣地を通過させた。第52歩兵はアンディエンの周辺を守りながら待機し、第48歩兵の2個大隊が南と西に移動し、82基地に向かってルート7に沿って進む第318任務部隊の南側面を保護した。南側では第43連隊が第272連隊との連絡を維持した。一方、PAVN第9師団は95C連隊の残党を撤退させ、第271連隊を82基地に配置し、深い相互支援的な防御態勢を準備した。COSVN は鉄の三角地帯のルート 7 沿いで断固とした防衛を行う決意を示し、第7師団 141 連隊をライケー北のハイウェイ 13 沿いの位置から南下させ、基地 82 の北にいる第9師団を援護することにした。一方第9師団は、82基地とRach Bapの防衛を支援するため、272連隊を鉄の三角地帯の南部から北上させ始めた：103 
ビンズオン省は夏のモンスーンに覆われ、雨と低い雲がRVNAFの攻撃支援の効果をさらに低下させた。82基地の北西にある密集したゴム農園は、ARVN軍兵士の唯一の進入路である地元のルート7を監視し、防御陣地を支援するための優れた隠れ場所となった。基地への南側アプローチは密集した潅木に覆われ、PAVNの支援と予備陣地をさらに隠していた。唯一の開けた地形はRoute 7の両側で、高い草がARVN隊列を隠さないが、視界は数メートルであった。さらに、このアプローチは第9師団の支援砲兵の観測射撃の下にあった。 
6月8日の夕方までに、任務部隊318は最初の目標である基地82から約1キロメートル手前のヒル25（11°08′23″N 106°33′43″E / 11.1398°N 106.562°E）に到達した。そこで第271連隊の大隊と戦い、軽い死傷者を出しながらも30名を殺害し、10名を捕虜にした。翌日までに82基地を奪還する見込みは明るいと思われ、トゥアン将軍はダオBGに6月15日までにRach Bapを奪取するように言った。しかし6月10日、タスクフォース318は国道7号の北と南の2列で非常にゆっくりと前進していたが、271連隊の1大隊が戦車4台の支援を受け、迫撃砲、榴弾砲、ロケット砲で集中攻撃された。タスクフォース318の戦車4台と兵員輸送車1台が破壊されたが、人的損失は軽微であった。日没までに獲得した距離はわずか200メートルで、PAVNの地雷原と82ミリ無反動砲が機動部隊を82基地の800メートル手前で停止させた。月11日、進展はなかったが、ARVN砲とRVNAFは基地を攻撃した。対空砲火は激しく、RVNAFの戦闘爆撃機は最も効果的な攻撃高度より上に留まっていた。一方、トゥアン将軍は攻撃を再び開始することを決意し、ベンカートで第35任務部隊を編成し、ティティ川を渡って攻撃を強化するようコイBGに指示した。第315軍は南西に移動し、82基地を南から攻撃し、318軍は正面攻撃を続けることになった。PAVN第2連隊の1個大隊を除くすべての大隊が7号線に向かって北上したことを察知したBGダオは、第43歩兵大隊を1個だけPhu Thu地域に残し、残りの連隊は予備とした。
6月12日正午までに、第315任務部隊は82基地の南東約1，600メートルの位置に到達した。この時点で、BG Đảoは東と南の2方面からの攻撃という当初の構想を変更した。第315師団の攻撃準備が整い次第、第318師団を撤退させ、82師団への第315師団の投入で弱体化したBến Cátの東側アプローチの防衛にあたらせることにした。月13日、厚い草木と荒れた地形、そしてPAVNの正確な砲撃により、第315部隊は前進することができなかった。実際、318部隊が撤退する際、315部隊が到達した位置よりもはるかに目標に近い位置を残していた。もう一つの計画の変更である。BG Đảo は Thuần 将軍に、第43連隊と第52連隊の2個大隊が攻撃の役割を担い、第315軍は基地82の南東の防衛境界線に留まることを提案した。歩兵大隊はゴム農園に移動し、北から攻撃することになった。トゥアン将軍はこれに同意し、攻撃のための新しい弾薬配分を求めるために統合参謀本部へ向かった。兵站部長のドォン・バン・クェン将軍がこの要求を満たすことができなかったため、彼は不機嫌なまま本部に戻ってきた。 
月15日までに、2つの第43歩兵大隊のうち1つはアンディエンから82基地の北側に移動しようとしていたが、強い抵抗と激しいPAVN砲撃の前にほとんど前進することができなかった。17日の国道7号線南側の接触では、第272連隊から捕虜が捕獲されたが、彼らは南ベトナムに到着したばかりで、捕虜になる前3日間だけ第272連隊に配属された兵士だった。ARVN の死傷者は増え続け、部隊は疲労困憊、砲兵隊の支援は極度に不足し、天候により有効な航空支援は皆無に等しい状態であった。6月21日、トゥアン将軍は82基地の攻略を中止し、砲撃による新たなアプローチを考案するよう命じた。また、1ヶ月間激しい戦闘を続けてきた第18師団を第5師団と交代させることも検討された。トゥアン将軍は第18師団を交代させる代わりに、再び装甲を試すことにした。歩兵を配置したまま、第318、322機動部隊を三角地帯に戻し、一方は国道7号の北側、他方は概ね道路沿いに配置した。ARVN砲兵隊とRVNAFが43,000発の弾丸と250回の出撃で攻撃を支援したが、PAVNの82mm無反動砲を中心とした対戦車防御は、6月27日から7月1日までにM113装甲人員輸送車13両、M48戦車11両を破壊して攻撃を再び停止させた。疲弊した第43連隊の歩兵は7月1日、再び南から82基地を奪取しようとしたが、どこにもたどり着けなかった。 
7月2日、トゥアン将軍はついに第18師団を解放し、第5師団と交代させることを決定した。装甲機動部隊は休息と補給のために撤退することになった。トゥアン将軍は指揮官に10日間の猶予を与え、救援を完了させた。ライケー以北の第5師団の守備を弱めないために、ほとんど活動していなかった第18師団第52連隊の一部と第25師団第50歩兵の2大隊が鉄の三角地帯の第5師団に所属することになった。救援は予定通り達成され、Base82の戦場は比較的平穏になった。PAVN第9師団も6月下旬から7月上旬にかけて調整を行った。第272連隊は鉄の三角地帯の南部に防御陣地を保持し、95C連隊は新兵を補充して82基地に戻り、その防御を担った。第271連隊は82基地の北と北東を中心に守備を固めた。一方、第7師団第141連隊はLai Khêの北の通常の作戦地域に戻り、第9師団の砲兵支援は第42砲兵連隊に割り当てられた。第75砲兵連隊はBến Cát地区から国道13号線東の第7師団を支援するために移動した：
第5師団は7月と8月の間、現状を変えるための決定的な努力をしなかった。しかし、PAVNは95C連隊を基地82から撤退させ、次のARVNとの共同作戦に間に合うように141連隊と交代させた。秋になると、第5師団第8歩兵連隊は、鉄の三角地帯の姉妹連隊である第7連隊に代わって、82基地の攻略を試みることになった。月7日に予定されていた攻撃に先立ち、ARVNの偵察パトロール隊は基地周辺への到達に成功した。第8連隊は第1大隊と第2大隊を中心に機動部隊を編成し、第5師団偵察中隊とM41戦車3両、M48戦車3両、M113の小装甲部隊で補強された。第1大隊は国道7号の南側を前進し、第2大隊は偵察中隊と装甲部隊を伴って国道の北側を軸に前進した。無敵の速さで進む両大隊は、9月7日早朝に82基地の外郭に到達したが、その日はそれ以上進むことができなかった。有刺鉄線と地雷に直面し、正面と側面から砲撃を受けながら、第8歩兵は身を潜めた。PAVNの砲弾が降り注ぎ、その多くが120ミリ迫撃砲であったが、第8歩兵は頭上の丸太で戦闘位置を掘り続け、改良した。8日、PAVN砲撃が強まり、16時に雨が降り始め、RVNAFの航空観測と航空支援はすべて終了した。雨が強くなるにつれ、PAVNの砲撃も激しくなり、1時間に1600発が投下され、戦場は煙に包まれた。ARVN歩兵は戦車の接近を聞くことができた。北側のゴム農園と森林からT-54の1列が、また南側から6列が進出してきた。ARVN M48の3台は撤退し、18時、第8歩兵は二重包囲されそうになりながら、まず約300メートル後退して新しい陣地を構築しようとし、さらに300メートル後退して第8歩兵が25番丘の西斜面に集結して持ちこたえた。勝利が目前に迫っていたトゥアン将軍は第8連隊の敗退に深く失望し、第8連隊の死傷者が6名、行方不明29名、負傷者67名と比較的軽かったことを知り、失望は怒りへと変わった。しかし、現場の第8歩兵指導者が82拠点前の露出した位置で部隊を維持できたとしても、連隊はおそらくPAVNの反撃に耐えることはできなかっただろう。いずれにせよ、トゥアン将軍は第8歩兵の失敗の状況を直ちに調査するよう命じ、その後連隊長を解任した。 
月11日、第8歩兵は第9歩兵と交代し、第9歩兵の全3大隊はヒル25の西側斜面の陣地に移動した。月のPAVN攻撃開始以来の戦闘損失と、連隊への補充兵の流入の遅れが重なり、大隊の兵力は300人以下にまで減少していた。月12日から18日にかけて、第9連隊は偵察、計画、陣地整備に集中した。第9連隊が攻撃の準備をしている間、PAVNはBến Cátの戦場で別の救援を実行し始めていた。第141連隊は82基地を離れ、再び95C連隊に防衛を引き継ぐ準備を進めた。第2装甲騎兵中隊が右翼（北）を、レンジャー2個大隊が左翼を守り、歩兵第9連隊は82基地を目指して攻撃を開始した。攻撃する2個大隊は、右側の第3大隊が国道7号線の北側、左側の第2大隊が9月19日に25号丘の出発線を越えた。ARVNはゆっくりと移動しながら、優れた偵察と効果的な砲兵支援で、進撃路に沿って密集しているPAVNの相互支援バンカーを一つ一つ整然と排除していった。PAVNは粘り強く防御し、砲兵の支援は重く正確であったが、次第に降伏していった。月29日、第1大隊は第3大隊と交代し、攻撃を継続した。10月2日、第46歩兵第2大隊は第9歩兵第2大隊の増援に投入された。10月3日午前0時前、PAVN砲と迫撃砲がまだ激しい砲撃を続けていたため、第9歩兵第1大隊の12名の突撃隊は有刺鉄線を突破して土壁を登ろうと試みた。対人地雷が爆発してチームの位置が判明し、基地からの激しい砲撃で釘付けにされた。翌朝早く、PAVNが反撃してきたため、突撃隊は撤退を余儀なくされた。しかし、現地のARVN司令官には勝利が目前に迫っていることが明らかになった。彼が要求した155mm榴弾砲100発の集中砲火が効果を発揮した。PAVNの抵抗と反撃は13時までに著しく減少し、30分後にはPAVN歩兵が崩れかけた要塞から脱出し、後方へ走っていくのが見えた。10月4日15時、第9連隊第1大隊は82基地に南ベトナムの旗を掲げ、4ヶ月に及ぶ苦闘に終止符を打ったのである。 

### ラック・バップ
82年基地からの撤退後、COSVNはタイニン-ビンロン地域に新しい軍団司令部を組織し、301軍団と命名した。この軍団は、北ベトナムから既に移動してきた第7・9師団、別働隊、追加編成の戦闘活動をまもなく指揮することになる。一方、トゥアン将軍は第5師団の疲労した部隊を休ませることにし、第25師団を派遣して鉄の三角地帯の西にあるホーボー地区のPAVN基地を掃討することに目を向けた。An Dien と 82 基地周辺の ARVN 防御は地域部隊とレンジャーが引き継いだ。第三軍団本部は、PAVNの手に残る最後の前哨基地であるRach Bapを奪還するための攻撃を再開する計画を練った。トゥアン将軍もフートゥ周辺の鉄の三角地帯南部からPAVNを一掃する必要性を認識し、ラックバップ、フートゥ、鉄の三角地帯西部のフーホア地区を含む計画が具体化しはじめた。しかし、計画の実行に先立つ10月30日、ティエウ大統領はトゥアン将軍を第3軍団の司令官から解任し、ドゥ・クオック・ドオン中将に交代させた。
ドオン将軍は直ちに鉄の三角地帯の状況を調査し、前任者の計画を見直し、それが修正されてクワイエット・タン18/24作戦（勝利への意志）となった。軍団の3個師団すべての大隊が投入され、Dデーは11月14日であった。第5師団第9歩兵はAn Dienを出発し、国道7号線を西に進み、82基地を過ぎてRach Bapへ向かった。第18師団第48連隊と第52連隊はBen Catの南でThi Thinh川を渡り、Iron Triangleに入り、サイゴン川に向かって西に攻撃した。第25師団第50歩兵の部隊はすでにこの地域にいた。一方、第46歩兵と第50師団の1個大隊はサイゴン川を渡るPAVNの侵入を防ぐため、Phú Hòa District Townの北の農園に進入した。ルート7に沿って、第9歩兵は11月19日に82基地の西で激しい戦闘があり、40人以上のARVN兵士が負傷するまで、何事もなく前進した。PAVNは14名の死者と多くの武器や無線を残して撤退した。翌朝、第9歩兵中隊偵察隊は無敵でRach Bapに進入した。鉄の三角地帯作戦は、11月24日までルート14沿いの南部で掃討作戦が続いたものの、事実上終了した。この作戦の初期段階での犠牲と暴力に比べれば、この最終章は拍子抜けするようなものであった。両軍とも死傷者は少なく、接触はほとんどなく、短時間で終わった。PAVN は鉄の三角地帯での最後の足場を形だけの抵抗で放棄し、来るべき決戦のために新 301 軍団の主要部隊を損失補填、再編、再装備、再教育することになった。 

## 余波
鉄の三角地帯の小さな戦場をめぐる引き延ばされた戦闘は、南ベトナムの勝利で終わったが、北ベトナムが戦闘同等性を達成し、サイゴン周辺の ARVN の外郭防衛線を押し進めていたことを示した。